# Пета страна света (албум из 2002)
Пета страна света је трећи студијски албум српске поп певачице Гоце Тржан, издат 2002. године за ДМД саунд. Ово је један од најуспешнијих албума певачице, и издвојили су се хитови Оглас, Кад кажем не, Корак до дна, Пета страна света, Далеко и за многе од ових песама снимљени су музички спотови. Пратеће вокале на овом албуму певала је Александра Радовић, а на песмама је радила Александра Милутиновић. На овом албуму је такође радио и Драган Брајовић Браја.

## Списак песама
| №   | Назив                           | Текст                  | Музика                 | Трајање |  |
| 1.  | Из почетка, из ината            | Александра Милутиновић | Александра Милутиновић | 3:58    |  |
| 2.  | Пета страна света               | Драган Брајовић Браја  | Драган Брајовић Браја  | 3:29    |  |
| 3.  | Кад кажем не                    | Браја                  | Браја                  | 3:43    |  |
| 4.  | Далеко                          | Александра Милутиновић | Александра Милутиновић | 3:58    |  |
| 5.  | Крила анђела                    | Александра Милутиновић | Александра Милутиновић | 3:55    |  |
| 6.  | Корак до дна                    | Браја                  | Браја                  | 4:40    |  |
| 7.  | Оглас                           | Жана                   | Нихад Петоњић          | 3:19    |  |
| 8.  | Више мање                       | Браја                  | Браја                  | 3:35    |  |
| 9.  | Себи довољна                    | Браја                  | Браја                  | 4:47    |  |
| 10. | Ловац у житу                    | Жана                   | Нихад Петоњић          | 3:32    |  |
| 11. | Кад понос убије љубав из нехата | Александра Милутиновић | Александра Милутиновић | 3:57    |  |
| 12. | Не верујем                      | Браја                  | Браја                  | 4:07    |  |
| 13. | Вруће и отровно                 | Жана                   | Нихад Петоњић          | 2:55    |  |
| 14. | Немирни кораци                  | Александра Милутиновић | Александра Милутиновић | 4:23    |  |